# Premi Ramon Juncosa
El Premi Ramon Juncosa neix a partir dels premis literaris en català que anualment lliura a Perpinyà Òmnium Cultural de Catalunya Nord la Nit de Sant Jordi. Fins a l'any 2007 es concedia a la millor narració curta, novel·la o recull de narracions, com a Premi Òmnium Catalunya Nord. A partir de 2007 el patrocina la Casa de la Generalitat a Perpinyà i es concedeix per decisió de jurat al millor assaig o a la millor biografia i canvia el seu nom a Premi Ramon Juncosa d'Assaig i Biografia. El premi, de 3.000 € l'any 2010 i possibilitat d'una edició, recompensa un treball inèdit en llengua catalana sobre un tema sociològic, polític, històric o cultural estretament lligat a Catalunya Nord o una biografia d'un personatge també vinculat a aquest mateix territori.
Posteriorment, amb la creació del Premi Ramon Juncosa de Divulgació i Periodisme Transfronterers el 2015, la Generalitat de Catalunya vol fomentar el coneixement de les realitats de l’Espai Català Transfronterer mitjançant articles, reportatges o documentals. Aquest premi de periodisme es lliura durant la gal·la de la Nit de Sant Jordi a Catalunya Nord juntament amb les distincions: Premi Catalunya Nord (Institut d'Estudis Catalans), Premi Joves Escriptors (Consell Departamental dels Pirineus Orientals), Premi Francesc Català de poesia (Òmnium Cultural Catalunya Nord) i Premi Pere Verdaguer de contes (Òmnium Cultural Catalunya Nord).

## Guanyadors

### Periodisme
- 2021: El país de l'home os , Mireia Domènech i Bonet (La Mira)
- 2020: Canigó, muntanya sagrada dels catalans, Joan-Albert Argerich (Ràdio Arrels)
- 2019: Elna, bressol d’exiliats, Roger Escapa (Catalunya Ràdio)
- 2018: Comprovant que les fites frontereres no s’han mogut, Esteve Carrera (El Punt Avui)
- 2015: Els nins de la Retirada, Sebastià Girard i Júlia Taurinyà (Ràdio Arrels)

### Assaig i biografia
- 2009: Construcció, història i discurs identitari. Una perspectiva nord-catalana, de Cillie Motzfeld
- 2008: Ramon Trobat, ideologia i catalanitat a l'empara de França, Oscar Jané

### Narracions curtes
- 2007: 20 històries de desamor, de Vicent Fausto
- 2006: (desert)[4]
- 2005: El mateix dilluns, d'Albert Roquer Grau
- 2004: Una dona t'escriu, de Renada Laura Portet
- 2003: La corda, de Josep Casadesus
- 2002: Congelats a domicili, de Jordi Bordas
- 2001: Les dones de paper, de Joan-Daniel Bezsonoff